# Uschi Backes-Gellner
Uschi Backes-Gellner (* 1. August 1959 in Kell am See) ist eine Ökonomin und Professorin für Allgemeine Betriebswirtschaftslehre an der Universität Zürich. Sie befasst sich insbesondere mit empirischen Methoden der Arbeitsbeziehungen und der Personalökonomik.

## Werdegang
Sie studierte an der Universität Trier Volkswirtschaftslehre und promovierte 1987 in Betriebswirtschaftslehre. Nach Forschungsaufenthalten in den USA, unter anderem an der University of California, Berkeley, arbeitete sie am Institut für Arbeitsrecht und Arbeitsbeziehungen der Europäischen Gemeinschaft und habilitierte sich 1995 in Trier in Betriebswirtschaftslehre. Im gleichen Jahr erhielt sie Rufe als ordentliche Professorin an die Universitäten zu Kiel und zu Köln und wurde schließlich Direktorin des neu gegründeten Seminars für Allgemeine Betriebswirtschaftslehre und Personalwirtschaftslehre an der Universität zu Köln. Von 1998 bis 2006 war sie Vorstand des Instituts für Mittelstandsforschung Bonn. Seit 2002 ist sie vollamtliche Professorin an der Wirtschaftswissenschaftlichen Fakultät der Universität Zürich, an der sie auch seit 2008 Prodekanin für den Lehrbereich Ökonomie ist. Seither veröffentlichte sie ihre zahlreichen Forschungsergebnisse, so 2017 Personalökonomik, Fortgeschrittene Anwendungen für das Management. 2019 erarbeitete sie für das Bundesamt für Bildung eine Studie zum Beitrag der Berufsbildung zur Innovation. 2020 war sie Gründungsmitglied im Rat der Arbeitswelt des Bundesarbeitsministeriums, im März 2021 ist sie zusammen mit zwei anderen Mitgliedern und nach ihrer Kritik an der Arbeit des Rates ausgeschieden.

## Mandate
Backes-Gellner war seit Mai 2011 Mitglied der von der Deutschen Bundesregierung berufenen Expertenkommission Forschung und Innovation. Sie war Mitglied der Akademiengruppe Altern in Deutschland.